# لولابلوزا
لولابلوزا (Lollapalooza) هو مهرجان موسيقي يقام بشكل سنوي، يضم موسيقى الروك البديلة الشعبية، ميتال، والبانك روك، والهيب هوب، وفرق الموسيقى الإلكترونية والفنانين على مختلف أنواعهم، والرقص والعروض الكوميدية. كما أنها وفرت منصة للمجموعات غير الربحية والسياسية والفن المرئي بمختلف أشكاله.